# Yangirabot
Yangirabot, także Yangirabod (uzb. cyr.: Янгиработ; ros.: Янгиработ, Jangirabot; Янгирабад, Jangirabad) – miasto w środkowo-wschodnim Uzbekistanie, w wilajecie nawojskim, nad Oqdaryo, siedziba administracyjna tumanu Xatirchi. W 1989 roku liczyło ok. 11,4 tys. mieszkańców. Ośrodek przemysłu włókienniczego.
Miejscowość otrzymała prawa miejskie w 1996 roku.